# Okenia kondoi
Okenia kondoi is een slakkensoort uit de familie van de Goniodorididae. De wetenschappelijke naam van de soort is voor het eerst geldig gepubliceerd in 2001 door Hamatani.